# Fenylalanin
Fenylalanin (förkortas Phe eller F) är en kemisk förening med summaformeln C9H11NO2. Ämnet är en av de 20 aminosyror som är byggstenar i proteiner. Den tillhör gruppen neutrala, hydrofoba, opolära aminosyror.
I den genetiska koden kodas fenylalanin av två kodon: UUU och UUC. TTT är kodon för fenylalanin genom kopplingen till tymin.
Fenylalanin är utgångssubstans för syntes av bland annat lignin, suberin och lignaner hos växter.

## Hos människan
Fenylalanin är en av de essentiella aminosyror som människokroppen inte själv kan tillverka, utan som måste tillföras genom födan. Den finns i de flesta proteinrika livsmedel, men särskilt i köttprodukter, mejeriprodukter, avokado, baljväxter, nötter, frön, fågel, fisk och skaldjur.
För fenylketonuriker, personer som lider av fenylketonuri, kan det vara livsfarligt att inta livsmedel med höga fenylalaninhalter på grund av dessa individers oförmåga att bryta ner fenylalanin. Produkter som innehåller höga halter av fenylalanin, bl.a. många sockerfria med aspartam, är därför märkta med texten "innehåller en fenylalaninkälla" eller "innehåller en källa till fenylalanin"